# أبونا أنطونيوس
أبونا أنطونيوس (التيغرينية / الجيز: ኣቡነ ኣንጦንዮስ) (مواليد 12 يوليو 1929) هو البطريرك الثالث لكنيسة التوحيد الأرثوذكسية الإريترية. أُطيح به بشكل غير قانوني من قبل الحكومة الإريترية في عام 2006. وظل تحت الإقامة الجبرية منذ ذلك الحين.

## خدمته
ولد أنطونيوس في 12 يوليو 1929 في بلدة حمبرتي شمال أسمرة في محافظة الحماسين. رُسِمَ كاهنًا عام 1942، وانتُخب فيما بعد رئيسًا لدير ديبري تسيجي عام 1955. عندما سعت كنيسة التوحيد الأرثوذكسية الإريترية إلى استقلالها عن الكنيسة القبطية الأرثوذكسية ، كان أحد رؤساء الأديرة الخمسة الذين ذهبوا إلى مصر ليرسموا كأساقفة حتى يكون لكنيسة التوحيد الأرثوذكسية الإريترية مجمعها المقدس. رسمه شنودة الثالث بابا الكنيسة القبطية الأرثوذكسية بأسم الأسقف أنطونيوس أسقف الحماسين في 19 يونيو 1994 في كاتدرائية مارمرقس القبطية الأرثوذكسية بالقاهرة . بعد وفاة أبونا ياكوب عام 2003، تم انتخابه بطريركًا في انتخابات شعبية أقرها مجمع الكنيسة المقدس بالإجماع.
تمت رسامته وتنصيبه بطريركًا في 23 أبريل 2004 في أسمرة، على يد البابا شنودة الثالث ، بمساعدة المطارنة والأساقفة الإريتريين والأقباط الأرثوذكس. كان أول بطريرك إريتري يُنصب على كرسي البطريركية ولم يكن سابقًا أسقفًا في كنيسة التوحيد الأرثوذكسية الإثيوبية .

## حرمانه
في يناير 2005، لم يتم إذاعة رسالة الميلاد السنوية للبطريرك أو بثها على التلفزيون. في 27 مايو 2007، تم الأطاحة به وتعيين بدلا منه البطريرك أبونا ديسقوروس بدعم من الحكومة الإريترية. بقي تحت الإقامة الجبرية حتى آخر أيامه، وتحت رقابة مشددة دون أن توجَّه له تهمة. ونادرًا ما يستقبل الزوار، بما في ذلك الأقارب، وليس لديه هاتف. منذ عام 2007، اعتبرت الولايات المتحدة أبوناأنطونيوس سجين رأي ديني. وقد نددت الكنائس الأرثوذكسية المشرقية بإقالته بناء على طلب من الحكومة الإريترية، حيث رفضت الاعتراف بأبونا ديسقوروس كبطريرك لإريتريا.
في يوليو 2019، في خطوة غير مسبوقة، حرم أساقفة المجمع المقدس لكنيسة التوحيد الأرثوذكسية الإريترية  أبونا أنطونيوس لكونه صاحب بدعة. وأوضحت الرسالة التي بعث بها خمسة من أكبر ستة أساقفة إريتريين أنه «لا ينبغي أبدًا ذكر اسمه وتذكره وأن من يفعل ذلك سيعاقب بشدة». على الرغم من طرد البطريرك من كونه عضوًا في الكنيسة، إلا أن الأساقفة وعدوا أنه لا يزال بإمكانه العيش في مبنى الكنيسة. وأدان رئيس المؤتمر الدائم للكنائس الأرثوذكسية المشرقية هذا الحرمان الكنسي.
توفي في 9 فبراير 2022.

## بطاركة إريتريا
- أبونا فيليبس (البطريرك الأول - 1999- 2001)
- أبونا ياكوب (البطريرك الثاني - 2002 - 2003)
- أبونا أنطونيوس (البطريرك الثالث - 2004 - 2022)
- أبونا ديسقوروس (البطريرك الرابع - 2007 - 2015)
- أبونا كيرلس (البطريرك الخامس - 2021 إلى الآن)